# Philipp Josias de Saxe-Cobourg-Gotha
Philipp Josias Maria Joseph Ignatius Michael Gabriel Raphael Gonzaga de Saxe-Cobourg-Gotha, né au château de Walterskirchen, Poysdorf, Empire austro-hongrois, le 18 août 1901 et mort au palais Cobourg de Vienne le 18 octobre 1985, est un prince de Saxe-Cobourg-Gotha, membre de la branche dite « brésilienne » de sa famille.

## Famille

### Entourage familial
Le prince Philipp Josias est le troisième fils et le cinquième des huit enfants du prince Auguste de Saxe-Cobourg-Gotha (1867-1922) et de son épouse l'archiduchesse Caroline de Toscane (1869-1945), mariés en 1894. Il appartient à la branche dite « brésilienne » de sa famille.
En effet, par sa grand-mère paternelle, la princesse Léopoldine du Brésil (1847-1871), le prince est l'arrière petit-fils de l'empereur Pierre II du Brésil (1825-1891) et de son épouse la princesse Thérèse-Christine des Deux-Siciles (1822-1889), tandis que, par son grand-père paternel, il descend du prince Auguste de Saxe-Cobourg-Gotha (1818-1881) et de son épouse la princesse Clémentine d'Orléans (1817-1907).
Ses grands-parents maternels sont l'archiduc Charles Salvator de Habsbourg-Toscane (1839-1892) et son épouse la princesse Marie-Immaculée de Bourbon-Siciles (1844-1899). Dès lors, le prince Philipp Josias est apparenté aux maisons de Habsbourg et de Bourbon-Siciles.
Philipp Josias, né en 1901, est le cinquième d'une fratrie de huit enfants comprenant :
- 1) Auguste de Saxe-Cobourg-Gotha (1895-1909),
- 2) Clémentine de Saxe-Cobourg-Gotha (1897-1975),
- 3) Marie Caroline de Saxe-Cobourg-Gotha (1899-1941),
- 4) Rainer de Saxe-Cobourg-Gotha (1900-1945),
- 5) Theresa de Saxe-Cobourg-Gotha (1902-1990),
- 6) Léopoldine de Saxe-Cobourg-Gotha (1905-1978) et
- 7) Ernst de Saxe-Cobourg-Gotha (1907-1978)[4],[5].

#### Ouvrages généraux

Blason des Saxe-Cobourg brésiliens.

### Mariage et postérité
Le 23 septembre 1944, le prince Philipp Josias épouse morganatiquement, à Budapest, Sarah Aurelia Hálasz, née à Orșova, Roumanie, le 8 février 1914 et morte à Vienne le 31 décembre 1994, cantatrice, fille de Imre Hálasz, dit Imre Hálasz de Heves, et d’Aurelia Maximovna Saladuchin. Le couple a un fils :
- Philipp August de Saxe-Cobourg-Gotha, né à Budapest le 3 janvier 1944 et mort à Ebenthal le 18 septembre 2014, exploitant agricole et forestier, épouse en premières noces en 1968 Bettina Pfretzschner (1944-1989), dont trois enfants : Isabella (1969), Maximilian (1972) et Alexander Ernst (1978). Il épouse en secondes noces en 1991 Rosemarie Jäger (1952), dont une fille : Christina (1995)[1].

## Biographie

### Jeunesse et formation

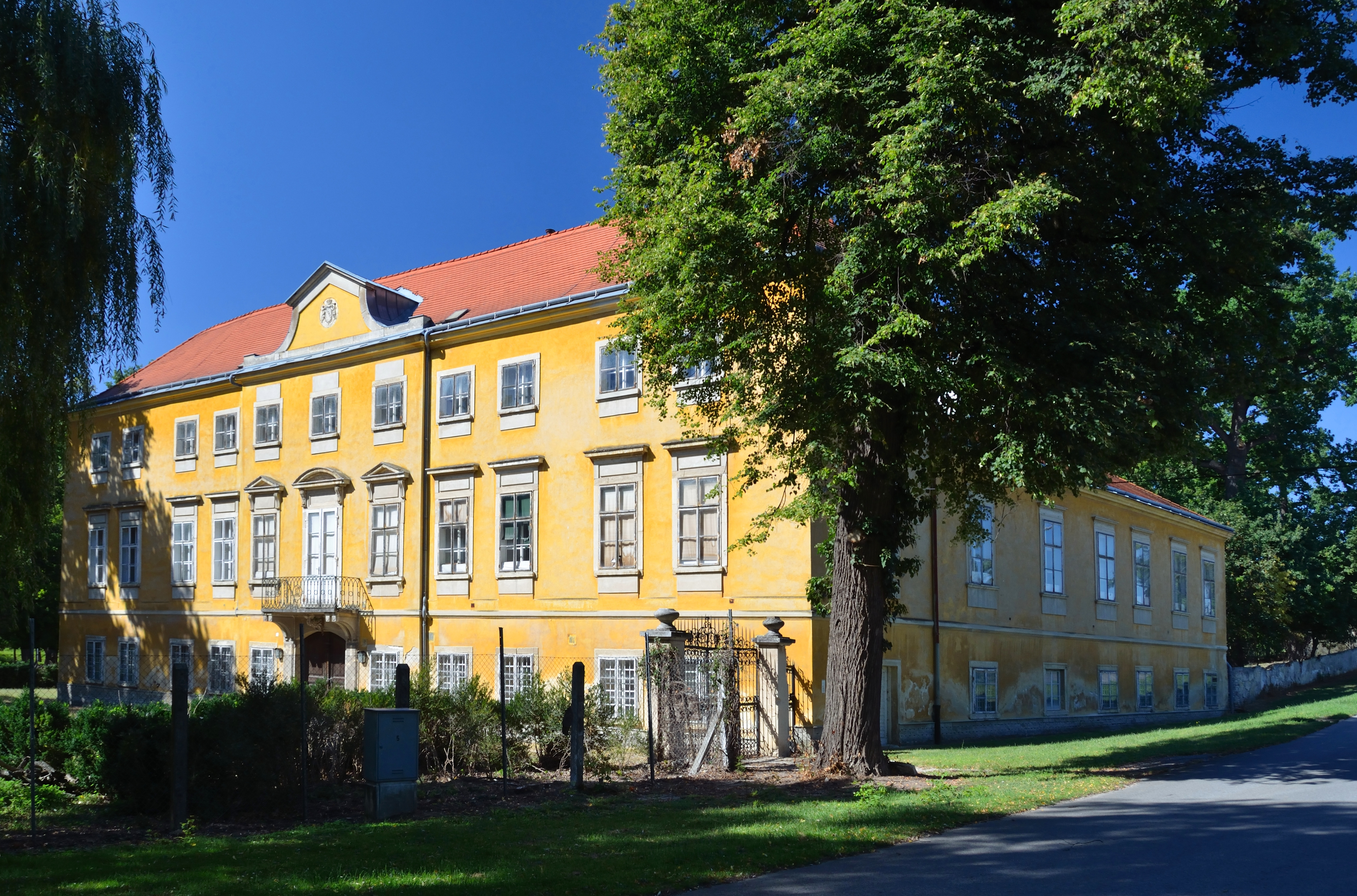
Le château de Walterskirchen où est né Philipp Josias.

Philipp Josias, né en 1901 au château de Walterskirchen, appartenant à son grand-oncle Philippe de Saxe-Cobourg-Gotha (1844-1921), passe sa jeunesse dans les diverses propriétés des Cobourg, avec ses frères et sœurs. L'harmonie familiale est troublée par la mort, le 22 septembre 1909, des suites d'une maladie pulmonaire, de son frère aîné Auguste à l'âge de 13 ans. Son père, Auguste, officier retiré des marines brésilienne et austro-hongroise, gère maintenant ses domaines et s'adonne à la chasse. Sa mère, l'archiduchesse Caroline, douce et dévote est dévouée à l'éducation de ses enfants. À l'instar de son frère aîné Rainer, Philipp Josias étudie au Collège des Jésuites de Kalksburg à Vienne. Il se montre davantage appliqué que ses frères Rainer et Ernst.

### Conséquences de la Première Guerre mondiale
En 1918, la chute de la monarchie autrichienne met en péril l'existence du majorat des Cobourg-Koharyà la tête duquel figure le prince Philippe de Saxe-Cobourg-Gotha, réputé le troisième homme le plus riche de l'Empire austro-hongrois. Le prince Auguste ne perçoit plus la rente liée au fidéicommis, le contraignant à mener une vie plus modeste. Lorsque son grand-oncle Philippe de Saxe-Cobourg doit choisir un héritier, il désigne, non pas son neveu Auguste, ni Rainer le fils aîné de ce dernier, mais il leur préfère son filleul et petit-neveu le prince Philipp Josias. Ce dernier, pour se préparer à sa tâche de gestion du fidéicommis, abandonne son projet de carrière dans la marine et doit suivre des cours d'agronomie à l'Université de Tübingen. La mort de son grand-oncle, en 1921, l'oblige à réorganiser sa vie et il demeure au palais Cobourg à Vienne, tandis que ses parents et ses frères et sœurs continuent - depuis 1919 - à résider à Schladming, en Styrie. La gestion du palais Cobourg s'avère malaisée en raison de l'immensité de l'édifice qui abrite d'autres locataires comme une pelleterie de luxe ou l'ambassade du Liechtenstein.

### Les années 1930
Si ses frères Rainer et Ernst sont affiliés au parti nazi, à l'instar du prince Charles Edouard, chef de la maison de Saxe-Cobourg, la position de Philipp Josias n'est pas clairement établie : ardent opposant à Hitler et à sa politique, ou soutien au nazisme, les témoignages sont contradictoires. Toujours est-il qu'il se rend régulièrement en Allemagne dans les années 1930, mais aucune certitude quant à un soutien à l'hitlérisme,.
Cette période correspond également à de nombreuses et longues procédures judiciaires concernant la succession Saxe-Cobourg (propriétés en Autriche, en Hongrie et en Tchécoslovaquie), auxquelles sont mêlés le prince Cyrille de Bulgarie et la princesse Dorothée de Saxe-Cobourg-Gotha. En mai 1932, accompagné de deux avocats, Philipp Josias se rend à Budapest et réussit apparemment à sauver son héritage dans ce pays.
En juillet 1934, un putsch éclate à Vienne, au cours duquel le chancelier Engelbert Dollfuss est tué, puis remplacé par Kurt von Schuschnigg lequel poursuit la politique anti-nazie et refuse le rattachement de l'Autriche au Reich allemand. Durant ces journées de troubles, Philipp Josias vient en aide à des citoyens allemands émigrés en Autriche. En août 1935, Philipp Josias quitte l'Autriche, s'établit au palais Cobourg de Budapest et adjoint officiellement à son patronyme le nom de « Kohary ».
En 1936, Philipp Josias, après avoir vendu le palais Cobourg de Budapest, acquiert un petit palais de style baroque à Buda où il s'établit l'année suivante avec son frère Rainer. Après l'Anschluss, en 1938, Philipp Josias doit céder une importante partie de ses biens à sa cousine Dorothée de Saxe-Cobourg-Gotha, ainsi qu'à son frère Ernst, membre du parti nazi. Possédant la nationalité hongroise depuis 1919, Philipp Josias envisage de renoncer à sa nationalité allemande.

### Seconde Guerre mondiale

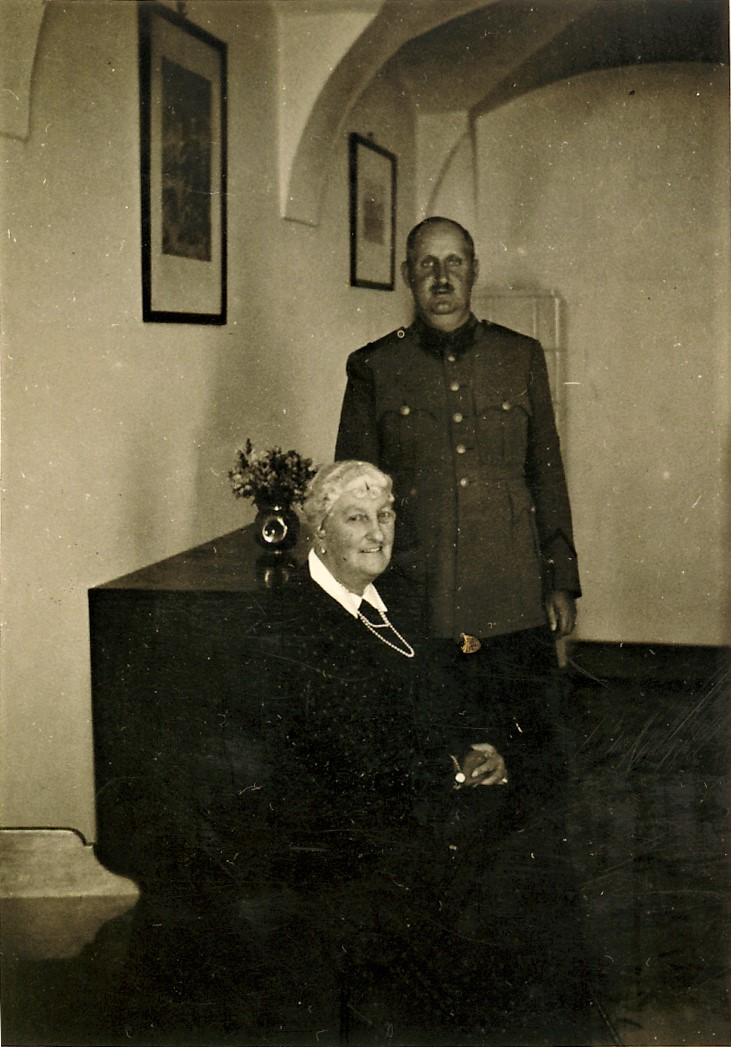
Philipp Josias de Saxe-Cobourg-Gotha et sa mère Caroline de Toscane vers 1940.

Lorsque la Seconde Guerre mondiale éclate, en 1939, Léopoldine et leur mère, viennent s'installer auprès de Philipp Josias à Budapest car le prince Ernst a vendu le château de Schladming. Le 6 juin 1941, au château de Hartheim, la princesse Marie Caroline, handicapée mentale, est euthanasiée, victime du programme T4 conçu par les nazis et visant à éliminer toute personne jugée inadaptée ou antisociale,.
En 1942, Philipp Josias parvient enfin à régler les différends familiaux qui l'opposaient à sa cousine Dorothée de Saxe-Cobourg et réussit à sceller un accord à son avantage. En 1944, il épouse Sarah Aurelia Hálasz, fille d'un capitaine de marine et issue d'une famille modeste, qui tente de vivre de sa passion pour la musique et le chant. Lorsqu'ils se marient civilement à Budapest, ils sont déjà parents d'un fils, Philipp August, né au début de l'année et vivent avec les princesses Caroline et Léopoldine à Budapest lorsque l'Allemagne s'empare de la Hongrie. Philipp Josias, incorporé de force dans un régiment hongrois, réussit à se désister comme officier, mais est affecté à un régiment de transport naval en Méditerranée.

### Les années après-guerre

#### Retour en Hongrie et exil à Vienne
Lorsque Philipp Josias revient en Hongrie, sa mère la princesse Caroline est morte depuis le mois de mai 1945 et son palais de Buda est détruit. Il réussit à échapper aux camps de prisonniers et tente de reprendre le cours normal de sa vie. Toutefois, l'URSS, maintenant maîtresse de la Hongrie, n'est pas encline à favoriser les entreprises des princes de l'ancienne élite. Durant le siège de la ville de Pest, son frère Rainer a été arrêté et emmené de force par des soldats russes et a complètement disparu. Philipp Josias parvient enfin à regagner Vienne avec sa famille, après une véritable fuite, en été 1946.

#### Entre le Portugal, le Brésil et l'Autriche
En 1948, Philipp Josias, son épouse et leur fils gagnent le Portugal avant de partir pour le Brésil à la fin de l'année. La famille loge dans un appartement à São Paulo. Philipp Josias pensait acquérir des terres au Brésil, mais sa situation personnelle est loin d'être florissante tant du point de vue social que matériel. Il regagne donc le Portugal en décembre 1949. Espérant en vain s'établir en Grande-Bretagne où il est déclaré « indésirable », il s'établit à Madère et s'il parvient à faire inscrire son fils dans une école britannique, il ne sera jamais autorisé à résider dans le pays.
En 1955, l'Autriche retrouve sa souveraineté et les Russes quittent le pays. Philipp Josias et les siens s'installent au palais Cobourg de Vienne où ils jouissent de la nationalité autrichienne. Le prince rentre en possession de ses biens autrichiens, mais il a perdu tous ses biens en Hongrie et en Tchécoslovaquie. Il réussit à conclure un accord avec son frère puîné Ernst et les deux frères, réconciliés, se partagent les restes de l'ancien fidéicommis des Cobourg-Kohary en Autriche.

### Dernières années

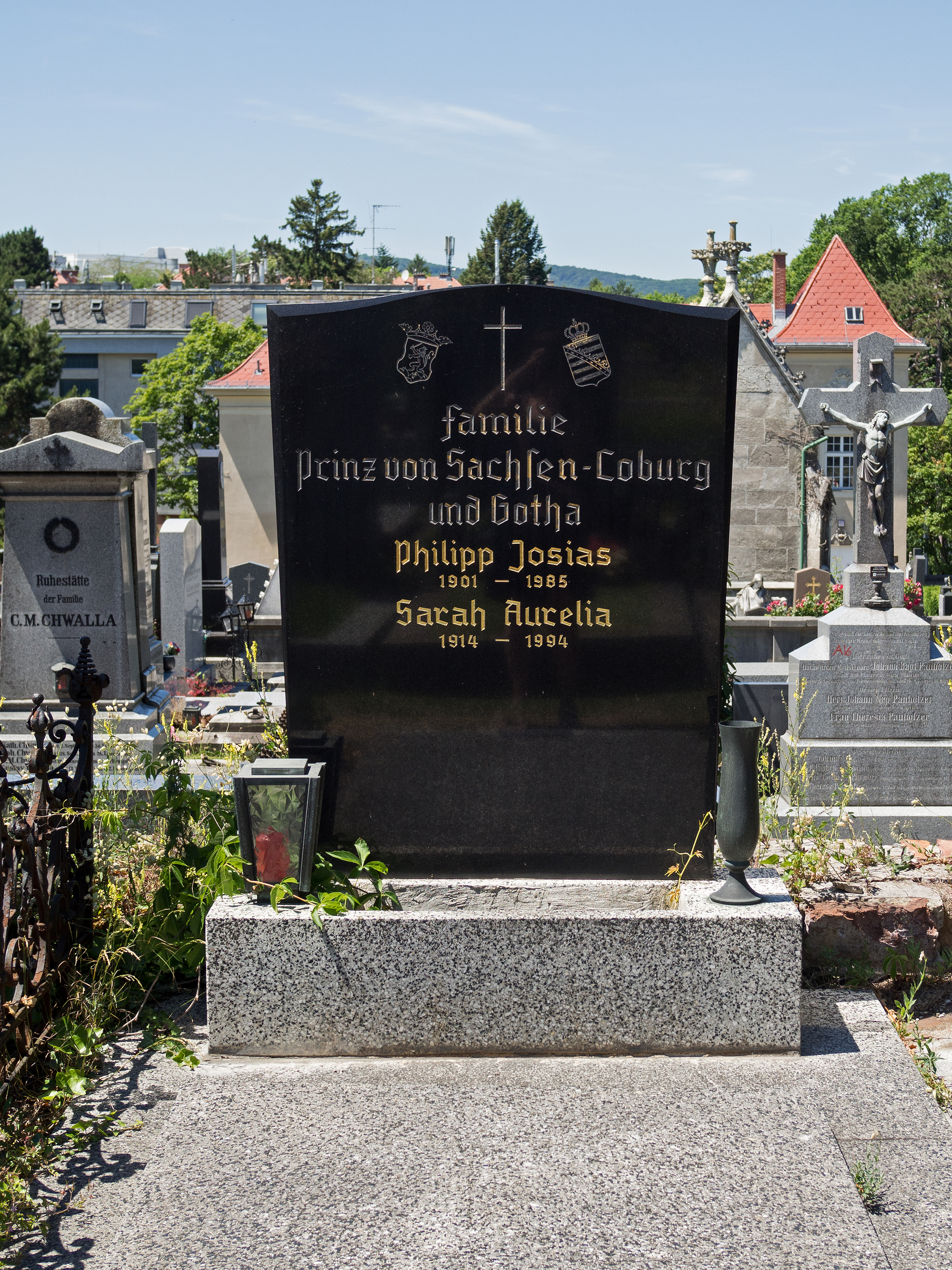
La sépulture de Philipp Josias de Saxe-Cobourg au cimetière de Hietzing à Vienne.

Philipp Josias rationnalise son patrimoine et conserve quelques-uns de ses domaines. L'exploitation forestière et agricole lui permet de vivre confortablement, même s'il déplore fréquemment l'état de ses finances. En 1971, il organise au palais Cobourg, devenu sa résidence principale, des fêtes commémorant le centième anniversaire de la mort de son aïeule la princesse Léopoldine du Brésil.
En 1978, en raison de frais d'entretiens élevés, Philipp Josias conclut la vente du palais Cobourg de Vienne, mais il continue à y vivre dans ses appartements jusqu'à sa mort, à l'âge de 84 ans, le 18 octobre 1985. Il est inhumé au cimetière de Hietzing à Vienne, tout comme son épouse, Sarah Aurelia Hálasz, qui continue à vivre au palais Cobourg et lui survit jusqu'en 1994.

## Honneur
Le prince Philipp Josias de Saxe-Cobourg-Gotha est :
- Bailli Grand-croix d'honneur et de dévotion de l'ordre souverain de Malte[N 3].

## Ascendance de Philipp Josias de Saxe-Cobourg-Gotha
|  |                                                 |  |  |  |  |  |  |  |  |  |  |  |  |
|  | 8. Auguste de Saxe-Cobourg-Gotha                |  |  |  |  |  |  |  |  |  |  |  |  |
|  |                                                 |  |  |  |  |  |  |  |  |  |  |  |  |
|  |                                                 |  |  |  |  |  |  |  |  |  |  |  |  |
|  | 4. Auguste de Saxe-Cobourg-Gotha                |  |  |  |  |  |  |  |  |  |  |  |  |
|  |                                                 |  |  |  |  |  |  |  |  |  |  |  |  |
|  |                                                 |  |  |  |  |  |  |  |  |  |  |  |  |
|  | 9. Clémentine d'Orléans                         |  |  |  |  |  |  |  |  |  |  |  |  |
|  |                                                 |  |  |  |  |  |  |  |  |  |  |  |  |
|  |                                                 |  |  |  |  |  |  |  |  |  |  |  |  |
|  | 2. Auguste de Saxe-Cobourg-Gotha                |  |  |  |  |  |  |  |  |  |  |  |  |
|  |                                                 |  |  |  |  |  |  |  |  |  |  |  |  |
|  |                                                 |  |  |  |  |  |  |  |  |  |  |  |  |
|  | 10. Pierre II du Brésil                         |  |  |  |  |  |  |  |  |  |  |  |  |
|  |                                                 |  |  |  |  |  |  |  |  |  |  |  |  |
|  |                                                 |  |  |  |  |  |  |  |  |  |  |  |  |
|  | 5. Léopoldine du Brésil                         |  |  |  |  |  |  |  |  |  |  |  |  |
|  |                                                 |  |  |  |  |  |  |  |  |  |  |  |  |
|  |                                                 |  |  |  |  |  |  |  |  |  |  |  |  |
|  | 11. Thérèse-Christine de Bourbon-Siciles        |  |  |  |  |  |  |  |  |  |  |  |  |
|  |                                                 |  |  |  |  |  |  |  |  |  |  |  |  |
|  |                                                 |  |  |  |  |  |  |  |  |  |  |  |  |
|  | 1. Philipp Josias de Saxe-Cobourg-Gotha         |  |  |  |  |  |  |  |  |  |  |  |  |
|  |                                                 |  |  |  |  |  |  |  |  |  |  |  |  |
|  |                                                 |  |  |  |  |  |  |  |  |  |  |  |  |
|  | 12. Léopold II de Toscane                       |  |  |  |  |  |  |  |  |  |  |  |  |
|  |                                                 |  |  |  |  |  |  |  |  |  |  |  |  |
|  |                                                 |  |  |  |  |  |  |  |  |  |  |  |  |
|  | 6. Charles Salvator de Habsbourg-Toscane        |  |  |  |  |  |  |  |  |  |  |  |  |
|  |                                                 |  |  |  |  |  |  |  |  |  |  |  |  |
|  |                                                 |  |  |  |  |  |  |  |  |  |  |  |  |
|  | 13. Marie-Antoinette de Bourbon-Siciles         |  |  |  |  |  |  |  |  |  |  |  |  |
|  |                                                 |  |  |  |  |  |  |  |  |  |  |  |  |
|  |                                                 |  |  |  |  |  |  |  |  |  |  |  |  |
|  | 3. Caroline Marie de Habsbourg-Toscane          |  |  |  |  |  |  |  |  |  |  |  |  |
|  |                                                 |  |  |  |  |  |  |  |  |  |  |  |  |
|  |                                                 |  |  |  |  |  |  |  |  |  |  |  |  |
|  | 14. Ferdinand II des Deux-Siciles               |  |  |  |  |  |  |  |  |  |  |  |  |
|  |                                                 |  |  |  |  |  |  |  |  |  |  |  |  |
|  |                                                 |  |  |  |  |  |  |  |  |  |  |  |  |
|  | 7. Marie-Immaculée de Bourbon-Siciles           |  |  |  |  |  |  |  |  |  |  |  |  |
|  |                                                 |  |  |  |  |  |  |  |  |  |  |  |  |
|  |                                                 |  |  |  |  |  |  |  |  |  |  |  |  |
|  | 15. Marie-Thérèse de Habsbourg-Lorraine-Teschen |  |  |  |  |  |  |  |  |  |  |  |  |
|  |                                                 |  |  |  |  |  |  |  |  |  |  |  |  |
|  |                                                 |  |  |  |  |  |  |  |  |  |  |  |  |